# 아르투르 니키슈

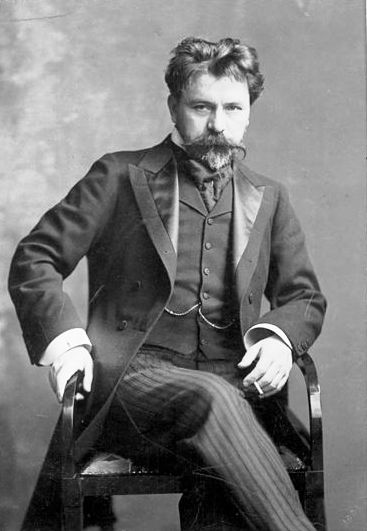
아르투르 니키슈

아르투르 니키슈(Arthur Nikisch, 헝가리어: Nikisch Artúr 니키시 아르투르. 1855년 10월 12일~1922년 1월 23일)는 독일을 중심으로 활동한 헝가리 출신의 지휘자이다.

## 생애
1855년 헝가리의 레베니 젠트미클로시에서 헝가리인 아버지와 모라비아인 어머니 사이에서 태어났고, 1866년 빈 음악원에 입학해 바이올린과 피아노, 작곡을 배웠다. 수업 도중 지휘에 관심을 갖고 오토 데소프와 요한 헤르베크, 요제프 '페피' 헬메스베르거 2세 등에게 배웠으며, 1873년 졸업했다.
1874년 빈 궁정오페라 관현악단에 바이올리니스트로 입단했고, 동시에 악단원들이 자주 결성한 빈 필하모닉 오케스트라의 단원으로도 활동했다. 1878년에는 라이프치히로 옮겨가 라이프치히 오페라의 제2지휘자로 부임했고, 동시에 오페라 공연 때 반주 역할로 참여하는 라이프치히 게반트하우스 관현악단도 지휘하기 시작했다. 1884년에는 게반트하우스 관현악단과 브루크너의 교향곡 제7번을 초연해 큰 성공을 거두기도 했다.
1885년에는 배우 겸 가수였던 아말리 호이스너와 결혼했고, 1889년 보스턴 교향악단의 상임 지휘자로 부임해 1893년까지 재직했다. 이어 부다페스트 왕립 오페라의 음악 감독을 거쳐 1895년에 게반트하우스 관현악단의 카펠마이스터와 베를린 필하모닉 오케스트라의 상임 지휘자로 동시에 부임했다. 1904년부터는 피아니스트로 음반 취입도 시작했으며, 주로 피아노 소품이나 가곡 전문 성악가로 유명한 엘레나 게르하르트의 반주 녹음을 제작했다.
1912년에는 런던 교향악단의 상임 지휘자로도 취임했으며, 그 해 악단을 이끌고 첫 미국 연주 여행을 실시하기도 했다. 1913년 런던 교향악단과 베를린 필 두 악단을 지휘해 자신의 첫 관현악 녹음들을 영국 그라모폰에 취입했으며, 특히 베를린 필과 녹음한 베토벤의 교향곡 제5번은 녹음 기술 문제로 일부 감원 또는 생략이 있었지만 최초로 악보에 지시된 편성으로 전곡 녹음된 첫 교향곡으로 화제를 모았다.
그러나 1차 세계대전이 발발하면서 적국인 영국으로부터 적성국인으로 분류되어 런던 교향악단의 직책에서 물러났고, 전쟁 중에는 거의 독일에서만 활동해야 했다. 종전 후에도 계속 게반트하우스와 베를린 필의 직책을 계속 유지했으나, 1920년대 초반부터 점차 건강이 나빠지기 시작해 1922년 라이프치히에서 연주회를 준비하기 위해 머물다가 타계했다. 유해는 라이프치히에 안장되었고, 시 당국에서는 니키슈 광장을 만들어 추모의 뜻을 나타냈다.
한스 폰 뷜로와 함께 근대 지휘법의 기초를 닦은 업적으로 지금도 높이 평가되고 있으며, 뷜로와 달리 브루크너를 비롯해 차이콥스키 등 동유럽이나 러시아 작곡가들의 작품을 적극적으로 다루어 소개했다. 철저한 악보 분석과 절제된 지휘 동작 등 지금도 지휘자의 기본 소양으로 인정되고 있는 필수적인 요소들을 확립했고, 이후 등장한 많은 지휘자들에게 큰 영향을 주었다. 또 당대 지휘자들 중 드물게 녹음 활동에도 적극적인 자세를 보여주어 녹음을 들을 수 있는 최초기 지휘자의 한 사람으로도 손꼽히고 있다.

## 에피소드
- 니키슈는 절제된 지휘 동작 외에도 특유의 카리스마로 유명했고, 심지어 지휘봉이나 손을 전혀 쓰지 않고 눈으로만 지시를 내려도 음악이 끊김없이 진행되기도 했다. 이러한 절제와 카리스마는 그의 후임으로 게반트하우스와 베를린 필의 상임 지휘자가 된 빌헬름 푸르트벵글러에게도 큰 영향을 주었다.

- 1913년 11월 20일에 녹음된 베토벤의 교향곡 제5번은 훗날 LP와 CD로 복각되었으며, 특히 CD의 경우 도이체 그라모폰과 EMI에서 각각 베토벤 전집의 역사적 녹음 편과 베를린 필 창단 120주년 기념 세트에 모두 수록되었다. 이 녹음이 베를린 필의 최초 녹음으로 알려져 있는 경우도 있으나, 실제로는 그보다 약 두 달 전에 알프레드 헤르츠가 자신의 편곡으로 만든 바그너의 파르지팔 모음곡을 지휘해 취입한 것이 최초이다.

- 니키슈의 아들이었던 미차 니키슈도 아버지의 뒤를 이어 음악가가 되었고, 클래식 피아니스트도 활동했지만 주로 재즈 밴드의 지휘자로 명성을 얻었다. 그러나 나치스가 집권하면서 재즈가 퇴폐 음악의 한 종류로 공공연한 비난과 연주 방해를 받게 되자 밴드를 해산해야 했고, 그로 인한 우울증에 시달리다가 베네치아에서 자살하고 말았다.

## 녹음 목록
지휘자로 녹음한 것들에 한한 녹음 시기순 목록이며, 1920년에 도이체 그라모폰과 녹음한 두 곡을 제외한 모든 녹음은 영국 그라모폰에서 발매되었다.
- 베토벤: 극음악 '에그몬트' 서곡 (런던 교향악단. 1913년 6월 25일)
- 베버: 오페라 '오베론' 서곡 (런던 교향악단. 1913년 6월 25일)
- 리스트: 헝가리 광시곡 제1번 (런던 교향악단. 1913년 6월 25일 또는 1914년 6월 21일)
- 베토벤: 교향곡 제5번 (베를린 필하모닉 오케스트라. 1913년 11월 20일)
- 모차르트: 오페라 '피가로의 결혼' 서곡 (런던 교향악단. 1914년 6월 21일)
- 베버: 오페라 '마탄의 사수' 서곡 (런던 교향악단. 1914년 6월 21일)
- 베를리오즈: 서곡 '로마의 사육제' (베를린 필하모닉 오케스트라. 1920년)
- 리스트: 헝가리 광시곡 제1번 (베를린 필하모닉 오케스트라. 1920년)

| 전임 빌헬름 게리케 | 보스턴 교향악단 상임 지휘자 1889년 ~ 1893년 | 후임 에밀 파우어 |

| 전임 칼 라이네케 | 라이프치히 게반트하우스 관현악단 카펠마이스터 1895년 ~ 1922년 | 후임 빌헬름 푸르트벵글러 |

| 전임 한스 폰 뷜로 | 베를린 필하모닉 오케스트라 상임 지휘자 1895년 ~ 1922년 | 후임 빌헬름 푸르트벵글러 |

| 전임 에드워드 엘가 | 런던 교향악단 상임 지휘자 1912년 ~ 1914년 | 후임 토머스 비첨 |